# FIBA European Champions Cup 1989-1990
La Coppa dei Campioni 1989-90 di pallacanestro maschile venne vinta, per il secondo anno consecutivo, dalla Jugoplastika.
Hanno preso parte alla competizione 27 squadre. Le squadre giocarono due turni iniziali ad eliminazione diretta con gare di andate e ritorno (e somma dei punti), prevendo una fase a gruppi valevole per la qualificazioni alla finale, cui accedevano le prime quattro classificate, che si scontravano in semifinale. La finale è stata organizzata a Saragozza.

## Risultati

### Primo turno
Le gare di ottavi di finale sono state giocate il 28 settembre e il 5 ottobre 1989.
| Team #1              | Agg.      | Team #2                | Andata  | Ritorno |
| -------------------- | --------- | ---------------------- | ------- | ------- |
| Commodore Den Helder | 176 - 172 | Steiner Bayreuth       | 97-75   | 79-97   |
| Partizani Tirana     | 132 - 202 | Racing Mechelen        | 68-89   | 64-113  |
| Stroitel' Kiev       | 228 - 192 | Csepel                 | 131-98  | 97-94   |
| Eczacıbaşı           | 140 - 185 | Lech Poznań            | 61-100  | 79-85   |
| Bracknell Tigers     | 250 - 196 | Keflavík ÍF            | 144-105 | 106-91  |
| Benfica              | 172 - 204 | Philips Milano         | 99-112  | 73-92   |
| Helsingin NMKY       | 177 - 194 | Pully                  | 87-90   | 90-104  |
| Solna IF             | 144 - 166 | Baník Cigel' Prievidza | 83-71   | 61-95   |
| Keravnos             | 162 - 189 | Balkan Botevgrad       | 87-105  | 75-84   |
| US Hiefenech         | 182 - 187 | Klosterneuburg         | 81-89   | 101-98  |
| Skovlunde            | 121 - 160 | MIM Livingston         | 62-74   | 59-86   |

### Ottavi di finale
Le gare degli ottavi di finale sono state giocate il 26 ottobre e il 2 novembre 1989.
| Team #1                | Agg.      | Team #2          | Andata | Ritorno |
| ---------------------- | --------- | ---------------- | ------ | ------- |
| Commodore Den Helder   | 169 - 154 | Racing Mechelen  | 99-70  | 70-84   |
| Stroitel' Kiev         | 188 - 189 | Lech Poznań      | 104-88 | 84-101  |
| Bracknell Tigers       | 198 - 241 | Philips Milano   | 95-115 | 103-126 |
| Pully                  | 197 - 242 | Limoges CSP      | 95-115 | 102-127 |
| Baník Cigel' Prievidza | 145 - 178 | Barcellona       | 74-85  | 71-93   |
| Balkan Botevgrad       | 179 - 226 | Aris Salonicco   | 91-107 | 88-119  |
| Klosterneuburg         | 146 - 189 | Maccabi Tel-Aviv | 84-103 | 62-86   |
| MIM Livingston         | 149 - 219 | Jugoplastika     | 84-97  | 65-122  |

### Quarti di finale
|    | Squadra              | G  | V  | P  | PF   | PS   | Dif  | P.ti |
| -- | -------------------- | -- | -- | -- | ---- | ---- | ---- | ---- |
| 1. | Barcellona           | 14 | 12 | 2  | 1291 | 1084 | +207 | 26   |
| 2. | Jugoplastika         | 14 | 11 | 3  | 1277 | 1114 | +163 | 25   |
| 3. | Limoges CSP          | 14 | 10 | 4  | 1320 | 1217 | +103 | 24   |
| 4. | Aris Salonicco       | 14 | 8  | 6  | 1296 | 1224 | +72  | 22   |
| 5. | Philips Milano       | 14 | 7  | 7  | 1271 | 1279 | -8   | 21   |
| 6. | Maccabi Tel-Aviv     | 14 | 6  | 8  | 1185 | 1241 | -56  | 20   |
| 7. | Commodore Den Helder | 14 | 2  | 12 | 1147 | 1291 | -144 | 16   |
| 8. | Lech Poznań          | 14 | 0  | 14 | 1147 | 1484 | -337 | 14   |

|  | Qualificate alle semifinali |
|  | Eliminata                   |

### Semifinali
| Team #1      | Agg.     | Team #2        |
| ------------ | -------- | -------------- |
| Barcellona   | 104 - 83 | Aris Salonicco |
| Jugoplastika | 101 - 83 | Limoges CSP    |

### Finale 3º/4º posto
| Team #1        | Agg.     | Team #2     |
| -------------- | -------- | ----------- |
| Aris Salonicco | 91 - 103 | Limoges CSP |

### Finale 1º/2º posto
| Team #1      | Agg.    | Team #2    |
| ------------ | ------- | ---------- |
| Jugoplastika | 72 - 67 | Barcellona |

## Formazione vincitrice
| N° | Naz.                  | Ruolo | Sportivo          |  | Alt. |  |
| -- | --------------------- | ----- | ----------------- |  | ---- |  |
| 4  | Jugoslavia (bandiera) | P     | Zoran Sretenović  |  |      |  |
| 5  | Jugoslavia (bandiera) | G     | Velimir Perasović |  |      |  |
| 6  | Jugoslavia (bandiera) | P     | Luka Pavićević    |  |      |  |
| 7  | Jugoslavia (bandiera) | A     | Toni Kukoč        |  |      |  |
| 8  | Jugoslavia (bandiera) | C     | Goran Sobin       |  |      |  |
| 9  | Jugoslavia (bandiera) | A     | Paško Tomić       |  |      |  |
| 10 | Jugoslavia (bandiera) | P     | Petar Naumoski    |  |      |  |
| 11 | Jugoslavia (bandiera) | C     | Žan Tabak         |  |      |  |
| 12 | Jugoslavia (bandiera) | P     | Duško Ivanović    |  |      |  |
| 13 | Jugoslavia (bandiera) | C     | Zoran Savić       |  |      |  |
| 14 | Jugoslavia (bandiera) | AC    | Dino Rađa         |  |      |  |
| 15 | Jugoslavia (bandiera) | AG    | Aramis Naglić     |  |      |  |
|    | Jugoslavia (bandiera) | A     | Teo Čizmić        |  |      |  |
|    | Jugoslavia (bandiera) | A     | Velibor Radović   |  |      |  |
|    | Jugoslavia (bandiera) | All.  | Božidar Maljković |  |      |  |